# McKenzy Cresswell
McKenzy Cresswell (Kingston upon Thames, 16 januari 2006) is een Brits autocoureur.

## Carrière

### Karting
Op vierjarige leeftijd verhuisde Cresswell van het Verenigd Koninkrijk naar de Verenigde Staten. Hier begon hij op zevenjarige leeftijd zijn autosportcarrière in het karting. Hij nam deel aan Junior League- en SKUSA-evenementen. Kort voor zijn twaalfde verjaardag verhuisde hij terug naar het Verenigd Koninkrijk en zette hij zijn kartloopbaan voort met deelnames aan verschillende Britse kartkampioenschappen, waarin hij voor DSM-Sport reed.

### Formule 4
In 2021 maakte Cresswell de overstap naar het formuleracing en nam hij voor JHR Developments deel aan het Brits Formule 4-kampioenschap. In zijn eerste raceweekend op het Thruxton Circuit behaalde hij direct zijn eerste podiumfinish. In het tweede weekend op het Snetterton Motor Racing Circuit eindigde hij tweemaal op het podium en in het derde weekend op Brands Hatch nog eenmaal. In het vierde weekend op het Oulton Park Circuit won hij zijn eerste race in een formulewagen. Ook in het daaropvolgende weekend op de Knockhill Racing Circuit behaalde hij een zege. Op het Croft Circuit en in het laatste weekend op Brands Hatch behaalde hij ieder twee overwinningen. Met 305 punten werd hij achter Matthew Rees en Matías Zagazeta derde in het eindklassement.

### GB3
In 2022 stapte Cresswell over naar het GB3 Championship, waarin hij voor Chris Dittmann Racing reed. Op het Circuit de Spa-Francorchamps behaalde hij zijn eerste podiumfinish in deze klasse. Hij moest de derde race op Silverstone missen omdat zijn auto te zwaar beschadigd was na een ongeluk in de tweede race, waarin hij tweemaal over de kop ging. Met 221 punten werd hij uiteindelijk elfde in het kampioenschap.
In 2023 bleef Cresswell actief in de GB3, maar stapte hij over naar het team Elite Motorsport. Op Silverstone behaalde hij zijn eerste podiumplaats van het seizoen. In het restant van het seizoen stond hij nog zeven keer op het podium, waaronder in het tweede weekend op Silverstone, waarin hij zijn eerste zege behaalde. Met 390 punten werd hij achter Callum Voisin, Alex Dunne en Joseph Loake vierde in de eindstand.

### Formule 3
In 2023 debuteerde Cresswell in het FIA Formule 3-kampioenschap voor het team PHM Racing by Charouz tijdens het weekend op de Red Bull Ring als vervanger van de vertrokken Piotr Wiśnicki. Een zeventiende plaats was hierin zijn beste resultaat.